# 54 Dywizja Piechoty (Imperium Rosyjskie)
54 Dywizja Piechoty (ros. 54-я пех. дивизия) – rezerwowa dywizja piechoty Imperium Rosyjskiego, okresu działań zbrojnych I wojny światowej.
Powstała z 2 Dywizji Grenadierów z Moskwy (Korpus Grenadierów, 4 Armia).

## Struktura organizacyjna
Lipiec 1914:
- dowództwo dywizji
- 213 Ustiużski pułk piechoty
- 214 Kremlowski pułk piechoty
- 215 Sucharewski pułk piechoty
- 216 Ostaszkowski pułk piechoty